# Список Перших секретарів ЦК Компартії Латвійської РСР
У статті подано список перших секретарів ЦК Комуністичної партії Латвійської РСР від моменту її створення 1940 року до відновлення незалежності Латвії та розпуску КПРС 1991 року.

## Список
| Порядок | Ім'я            | Портрет | Початок повноважень | Закінчення повноважень | Примітки |
| 1       | Ян Калнберзіньш |         | 21 червня 1940      | 25 листопада 1959      |          |
| 2       | Арвідс Пельше   |         | 25 листопада 1959   | 15 квітня 1966         |          |
| 3       | Авґустс Восс    |         | 15 квітня 1966      | 14 квітня 1984         |          |
| 4       | Борис Пуго      |         | 14 квітня 1984      | 4 жовтня 1988          |          |
| 5       | Яніс Вагріс     |         | 4 жовтня 1988       | 7 квітня 1990          |          |
| 6       | Альфредс Рубікс |         | 7 квітня 1990       | 23 серпня 1991         |          |